# Seznam tkanin
Seznam tkanin.

## A
aba | astrahan | atlas | ažur

## B
balonska svila | barhant | batavija | batik | batist | brokat | buklet

## C
cefir

## D
damast | deftin | denim | domestik | donegal | drapé | džersi

## E
epinglé | eskimo | etamin

## F
flanela | florida | frenč | frotir

## G
gaberden | gaza | glazé | gradelj

## H
helanka

## I
inlet

## J
jeans

## K
kaki | kaliko | kambrik | kamgarn | kanafas | kašmir | katun | klot | kord | kotenina | koverkot | krep | krepdešin | kreton | krep saten | krep šifon | krombi | keprova vezava

## L
lama | lambrik | lamé | lampas | linon | lister | loden | lizin

## M
madapolam | madras | marengo | markizet | mezlan | moaré | moleskin | molton | muslin

## N
nanking | nabuk

## O
oksford | organdi

## P
panama | pepita | parkal | piké | pilot | platno | pliš | poplin

## R
ramé | raševina | ratiné | rips

## S
saten | satinet | senegal | serž | stramin | svila

## Š
šanghaj | šantung | ševiot | šifon | škotski karo

## T
taft | tartan | til | trikó | tropikal | tvid

## V
velur | velutin | velvet | velveton | voal

## Ž
žamet | žoržet